# Athrycia flavescens
Athrycia flavescens là một loài ruồi trong họ Tachinidae.